# 中ゴシックBBB

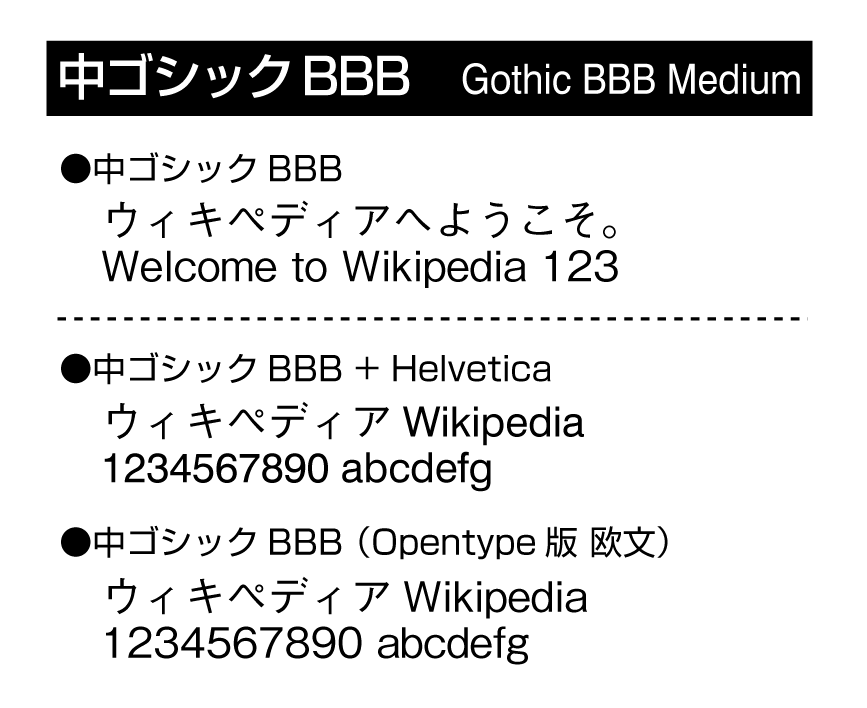
書体見本

中ゴシックBBB（ちゅうゴシックビービービー）は、モリサワが開発・販売するゴシック体およびそのフォント製品。

## 概要
1989年にAppleが発売した初の日本語PostScript対応レーザプリンタ「LaserWriter II NTX-J」にリュウミンL-KLとともに搭載され、日本語DTPの幕開けを告げた書体と言える。その後もMacintoshの日本語版OS漢字Talk 7.1にTrueType版がバンドルされたほか、モリサワ「基本7書体」（リュウミンL-KL、中ゴシックBBB、太ミンA101、太ゴB101、じゅん101、見出ゴMB31、見出ミンMA31）の一つとなった。グラフィックデザイン、エディトリアルデザインにおいて本文用のスタンダードなゴシック体として使用されている。
デザインは、特に仮名において同社の「太ゴB101」「見出しゴMB31」「ツデイ」などにも共通する特徴が見られるものの、比較的シンプルな骨格となっており、ベタ組・ツメ組ともに可読性は高い。出版物の本文のほか、広告のボディコピーにも使用される。
同じ骨格でラウンド処理された丸ゴシック体「中丸ゴシックBDR1」も写植時代にリリースされていた。現在フォントとしては販売していないが、NHKが報道番組用テロップ書体として全国の放送局で採用した実績があり、2014年現在もテロップにときおり使用する例が見られる。

## 備考
- かつては従属欧文にHelveticaが採用されていたが、字面が和文より小さくウェイト（太さ）が和文よりも若干重い、などの問題点があり、英数字を含む文字組では俗に「ツラ合わせ」と呼ばれる字面の調整が必要とされた。しかし、Opentype版では欧文が独自のものに変更されることで、これらの問題は解消された。